# Сејлем (Јужна Каролина)
Сејлем (енгл. Salem) град је у америчкој савезној држави Јужна Каролина.

## Демографија
По попису из 2010. године број становника је 135, што је 9 (7,1%) становника више него 2000. године.
| Група             | 2000.       | 2010.       |
| Белци             | 120 (95,2%) | 134 (99,3%) |
| Афроамериканци    | 1 (0,8%)    | 0 (0,0%)    |
| Азијати           | 0 (0,0%)    | 0 (0,0%)    |
| Хиспаноамериканци | 0 (0,0%)    | 0 (0,0%)    |
| Укупно            | 126         | 135         |